# Alon Harazi
Alon Harazi (på hebraisk: אלון חרזי) (født 13. februar 1971 i Ramat Gan, Israel) er en tidligere israelsk fodboldspiller, der spillede 18 sæsoner som forsvarsspiller hos Ligat ha'Al-klubben Maccabi Haifa. Han spillede desuden en enkelt sæson for henholdsvis Hakoah Ramat Gan og Beitar Jerusalem.
Harazi vandt gennem sin karriere ikke mindre end ni israelske mesterskaber, hvoraf de otte blev vundet med Maccabi Haifa og det sidste med Beitar Jerusalem. Det blev desuden til fem pokaltitler, fire med Maccabi og én med Beitar.

## Landshold
Harazi spillede mellem 1992 og 2006 hele 89 kampe for Israels landshold, hvori han scorede to mål. De mange kampe gør ham (pr. september 2010) til den næstmest benyttede spiller i israelsk landsholdshistorie, kun overgået af hans mangeårige holdkammerat Arik Benado.

## Titler
Israelske Mesterskab
- 1991, 1994, 2001, 2002, 2004, 2005, 2006 og 2009 med Maccabi Haifa
- 1998 med Beitar Jerusalem

Israelske Pokalturnering
- 1994, 2002, 2006 og 2008 med Maccabi Haifa
- 1998 med Beitar Jerusalem